# بن في العالم (رواية)
بن في العالم (بالإنجليزية: Ben, in the World)‏ هي رواية للكاتبة البريطانية الحائزة على جائزة نوبل دوريس ليسينغ، نشرت عام 2000، لأول مرة عن دار نشر فلامنغو في المملكة المتحدة وهاربر كولينز في الولايات المتحدة.